# 여명 (정치인)
여명(呂明, 1991년 1월 7일 ~ )은 대한민국의 정치인이다. 제10대 서울특별시의원을 지냈다.

## 학력
- 2006년 ~ 2009년 평촌고등학교
- 2010년 ~ 2016년 숙명여자대학교 정치외교학과

## 경력
- 2014년 10월 14일 ~ 2015년 10월 9일: 청년위원회 위원
- 2015년 1월 1일 ~ 2016년 2월 28일: 제6기 한국대학생포럼 회장
- 2016년 7월 ~ 2017년 12월: 자유경제원 연구원
- 2017년 7월 21일 ~ 2017년 12월 28일: 자유한국당 혁신위원
- 2018년 7월 1일 ~ 2022년 6월 30일: 제10대 서울특별시의회 의원
  - 2018년 7월 ~ 2020년 7월: 서울특별시의회 교육위원회 위원
  - 2018년 8월 ~ 2019년 8월: 서울특별시의회 윤리특별위원회 위원
  - 2019년 8월 ~ 2020년 7월: 서울특별시의회 정책위원회 교육보건복지연구 소위원회 위원
  - 2020년 7월 ~ 2022년 5월: 서울특별시의회 운영위원회 위원
  - 2020년 7월 ~ 2022년 5월: 서울특별시의회 기획경제위원회 위원
  - 2020년 9월 ~ 2021년 9월: 서울특별시의회 예산결산특별위원회 위원
  - 2020년 11월 ~ 2022년 5월: 서울특별시의회 서울물재생시설공단 이사장 후보자 인사청문특별위원회 위원
  - 2020년 12월 ~ 2020년 12월: 서울특별시의회 항공기소음특별위원회 위원
  - 2020년 12월 ~ 2022년 5월: 서울특별시의회 동물복지증진 특별위원회 부위원장
  - 2020년 12월 ~ 2022년 5월: 서울특별시의회 청년발전 특별위원회 부위원장
  - 2021년 7월 ~ 2022년 5월: 서울특별시의회 동북권역 교통발전 특별위원회 위원
  - 2021년 9월 ~ 2022년 5월: 서울특별시의회 정책위원회 위원
- 자유한국당 신정치혁신특별위원회 위원
- 2020년 5월 ~ 2020년 8월: 미래통합당 총선백서 제작 특별위원회 위원
- 2020년 7월 ~ 2020년 9월: 미래통합당 성폭력 대책 특별위원회 위원
- 2020년 9월 : 국민의힘 성폭력 대책 특별위원회 위원
- 2020년 10월 : 국민의힘 인재영입위원회 위원
- 2020년 12월 : 국민의힘 중앙위원회 서울선거대책 부본부장
- 2021년 4월 : 서울특별시 강소기업지원위원회 위원
- 2021년 6월 ~ 2022년 5월: 서울특별시 혁신공정 교육위원회 위원
- 2021년 8월 ~ 2021년 11월: 국민의힘 홍준표 제20대 대통령 선거 예비후보 jp희망캠프 대변인
- 2021년 12월: 국민의힘 선거대책위원회 중앙선거대책위원회 공동청년본부장
- 대통령비서실 정무수석실 정무1비서관실 행정관
- 대통령비서실 시민사회수석비서관실 행정관
- 강승규 국회의원 보좌관

## 역대 선거 결과
| 실시년도 | 선거      | 대수 | 직책   | 선거구     | 정당       | 득표수       | 득표율          | 순위         | 당락 | 비고           |
| -------- | --------- | ---- | ------ | ---------- | ---------- | ------------ | --------------- | ------------ | ---- | -------------- |
| 2018년   | 지방 선거 | 10대 | 시의원 | 서울특별시 | 자유한국당 | 1,250,856 표 | \| \| 25.24% \| | 비례대표 3번 |      | 초선, 민선 7기 |
|          | 25.24%    |      |        |            |            |              |                 |              |      |                |